# 고려명신전

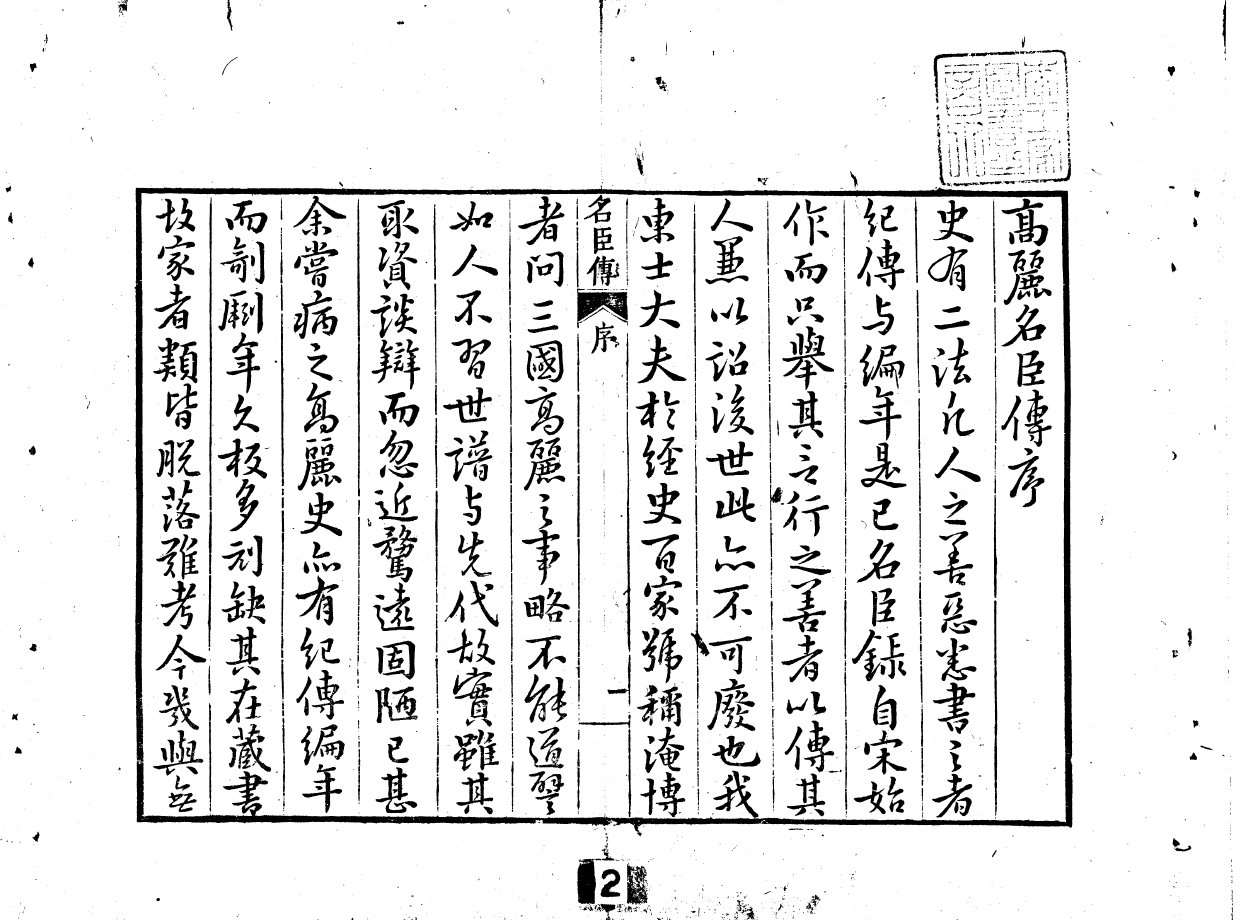
《고려명신전》의 서문

고려명신전(高麗名臣傳)은 조선 후기 문신인 남공철이 편찬한 고려 시기 인물들에 대한 약전이다. 남공철은 서문에서 《고려사》 등의 사서를 참고하되 원 간섭기 이후 기록에는 신뢰할 수 없는 부분이 많아 따로 전해지는 야사 등을 수집 정리하여 편찬하였다고 밝히고 있다. 모두 12권 6책으로 구성되어 있으며 명신(名臣), 도학(道學), 사절(死節), 사사(死事), 효자(孝子), 열녀(烈女), 일민(逸民)의 여섯 부류로 인물을 정리하였다.

## 저자
남공철(1760년~1840년)은 조선 후기 정조와 순조, 헌종 등 3대에 걸쳐 관직을 맡았던 정치가이자 문장가이다. 정조시기 대사성에 이르렀고 정조 사후 비문을 짓고 《정조실록》 편찬에 참여하였다. 순조 시기 동지사로 베이징에 다녀 온 뒤 우의정이 되었고 이후 14년 간 재상을 하여 영의정에 이르렀다가 1833년 퇴임하였다. 남공철은 성격이 차분하고 다른 사람과 어울리는 것을 좋아하지 않아 업무가 끝나면 바로 집으로 돌아와 책을 읽었다고 하며 많은 서적을 읽고 또 스스로도 많은 저서를 남겼다. 고려에 관해서는 《고려명신록》과 함께 《고려사》에 나타난 천재지변과 정변을 점성학의 관점에서 서술한 《대동상위고》(大東象緯考)를 저술하였다.

## 인물
《고려명신전》에 수록된 인물은 홍유, 배현경, 복지겸 등의 개국공신에서 안향 등의 문신 들이 망라되어 있으나 〈명신전〉에 올린 200 명은 모두 《고려사》에 등재된 인물의 행장 306명에서 가려 뽑았는데 정쟁에 희생되었거나 친원적 성향을 보였던 권문세족 등의 106 명은 제외하였고, 고려사의 행장을 그대로 옮겨 적으면서 해당 인물에게 불리한 내용은 옮기지 않아 사료로서의 가치를 훼손하였다. 편찬은 주로 명신에 집중되어 있어 〈명신전〉을 제외한 인물은  82명에 불과하다. 〈도학전〉에는 정몽주 한 명 만이 수록되어 있고 〈사절전〉에는 《고려사》의 〈충의전〉과 〈열전〉에서 7명을 가려 고보준, 정의, 하공진, 홍언박 등을 수록하였다. 6 명이 수록된 〈사사전〉에는 태조 왕건 시기 후백제와 싸움에서 왕건이 위기에 처했을 때 이를 구하고 죽은 신숭겸, 고려-거란 전쟁에서 순국한 양규 등이 수록되어 있고 , 12 명의 〈효자전〉, 12 명의 〈열녀전〉 역시 《고려사》에 수록된 인물들 가운데 선별하였고 〈일민전〉의 12 명은 《고려사》에는 수록되어 있지 않으나 고려가 망한 이후 은둔한 남을진, 조견, 길재 등의 인물을 실었다.

## 번역
성남문화원이 2004년과 2006년에 《국역 고려명신전》을 상하권으로 나누어 번역 출간하였다.